# Gerry Healy
Thomas Gerard "Gerry" Healy, född 3 december 1913 i Ballybane i County Galway, död 14 december 1989 i Lambeth i London, var en irländsk trotskistisk aktivist och politiker. Han var medgrundare av International Committee of the Fourth International. Healy var ledare för Socialist Labour League och senare Workers Revolutionary Party.

## Biografi
Gerry Healy föddes år 1913 i Ballybane i Galway i västra Irland. I ung ålder emigrerade han till Storbritannien och gick med i Storbritanniens kommunistiska parti. Senare lämnade han detta parti och anslöt sig istället till en militant trotskistisk grupp. Kort därpå blev han en av grundarna av Workers' International League (WIL), som leddes av bland andra Ted Grant.
Healys tid inom politiken var konfliktfylld. WIL gick samman med Revolutionary Socialist League och bildade Revolutionary Communist Party (RCP). Healy uppmanades emellertid att bilda en ny fraktion och ingå i Labour Party. År 1950 upplöstes RCP och återbildades som The Club. Fler strider uppstod och olika partier bildades och upplöstes. Healy kom att leda Internationella kommittén för den fjärde internationalen tillsammans med James P. Cannon och Pierre Lambert. I samband med Chrusjtjovs fördömande av Stalin vid kommunistpartiets tjugonde partikongress 1956 och Ungernrevolten senare samma år blev många kommunister desillusionerade beträffande det förflutna och flera strider mellan olika fraktioner utbröt. Ett nytt parti, Socialist Labour League (SLL), bildades i februari 1959. Detta parti ombildades till Workers Revolutionary Party (WRP) 1973.
Healy var en omstridd partiordförande. År 1974 uteslöts omkring 200 medlemmar; en del av dessa bildade Workers Socialist League. Healys Workers Revolutionary Party förlorade medlemmar och blev alltmer isolerat. Healy manade därför till ökad aktivism och entrism.
I oktober 1985 uteslöts Healy från Workers Revolutionary Party, bland annat för misstänkt otillbörligt beteende mot andra medlemmar. Enligt uppgift ska Healy sexuellt ha utnyttjat en rad kvinnor. Healy hade under fyra decennier lett sin organisation under olika namn: The Club, The Group, Socialist Labour League och Workers Revolutionary Party. Healys organisation hade stundtals varit den största trotskistiska grupperingen i Storbritannien. En av partiets företrädare, Michael Banda, hävdade att Healy hade förgripit sig på minst 26 kvinnor. Vanessa Redgrave, som hade engagerat sig i Workers Revolutionary Party, avfärdade anklagelserna som rena lögner. WRP splittrades i små grupper och 1987 bildade Healy ett nytt parti – Marxist Party. Healy hävdade att underrättelsetjänsten MI5 hade legat bakom WRP:s splittring.
Gerry Healy dog i London 1989, 76 år gammal.